# Madrigal Renascentista
O Madrigal Renascentista é um coro do tipo profissional fundado em Belo Horizonte no ano de 1956 pelos maestros Carlos Alberto Pinto Fonseca, Carlos Eduardo Prates e Isaac Karabtchevsky. Sob a regência do último, realizou 3 turnês internacionais e apresentou-se na Missa de Inauguração da Capital Federal, Brasília, a convite do então presidente Juscelino Kubitschek. Atualmente é constituído como Fundação de Arte e mantém em seu repertório obras de variados gêneros, desde a música renascentista até as peças folclóricas, contemporâneas e da música popular.
Em 1971 o maestro Afrânio Lacerda tornou-se regente titular e sob o seu comando, o Madrigal Renascentista patrocinou dois concursos nacionais para arranjos e composições de música coral, além de realizar concertos pela Europa, gravando um disco na Bélgica.
Em maio de 1986, o maestro Marco Antônio Maia Drummond assumiu a direção artística do coro, realizando diversos concertos pelo país. Em 1997, foi tombado pela Prefeitura como Patrimônio Cultural do município. Em 2000, gravou o CD Missa de São Sebastião de Heitor Villa-Lobos e retornou à Europa, cantando em 4 países. 
Em 2012 o coro comemorou 56 anos, com o lançamento se seu oitavo CD "Sacra Música Brasileira" e o livro "Madrigal Renascentista", escrito por Manoel Hygino dos Santos. O disco possui canções do compositor Lindembergue Cardoso.

## Discografia
- Madrigal Renascentista - Disco de Ouro
- Folclore de Januária
- 1977 - Antologia da Modinha Brasileira
- 1978 - Israel para ouvir e sonhar
- 1979 - Madrigal Renascentista
- 1979 - Música Nova do Brasil - Acervo Funarte[5]
- 1987 - Madrigal Renascentista, Afrânio Lacerda regente - Acervo Funarte[6]
- 2000 - Missa de São Sebastião, de H. Villa-Lobos
- 2012 - Sacra Música Brasileira